# Стара Жечна
Стара Жечна (пол. Stara Rzeczna) — село в Польщі, у гміні Бобровники Ліпновського повіту Куявсько-Поморського воєводства.
У 1975-1998 роках село належало до Влоцлавського воєводства.